# Olga Alexandrovna

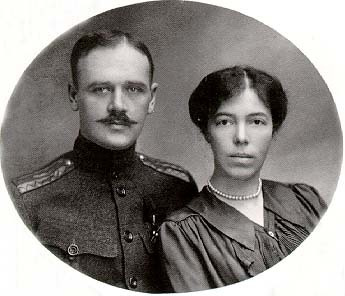
Olga med sin andre make, Nikolaij Kulikovsky

Olga Alexandrovna av Ryssland, född 13 juni 1882 på Peterhof, död 24 november 1960 i Toronto, Ontario, Kanada, var en rysk storfurstinna, yngsta dotter till tsar Alexander III av Ryssland och Maria Fjodorovna och syster till den sista tsaren Nikolaj II.

## Biografi

### Tidigt liv
Hon växte upp mestadels på slottet Gatchina utanför Sankt Petersburg, med endast enstaka besök i huvudstaden. Familjen förde ett stilla, sammansvetsat liv, avbrutet av uppskattade besök hos släkten på Fredensborgs slott i Danmark och sommarferier på Krim eller i Finland, där tsaren hade skaffat sig en jaktstuga. Hon undervisades hemma av guvernant. Hennes far dog 1894, och efterträddes av hennes bror, medan Olga fortsatte att bo med sin mor.
Olga debuterade i sällskapslivet 1900. Hon gifte sig 1901 på slottet Gatchina med den mycket äldre prins Peter av Oldenburg (1868–1924). Äktenskapet var rent formellt och utvecklades aldrig till ett förhållande; maken troddes allmänt vara homosexuell och äktenskapet fullbordades aldrig. 
Olga tros ha gått med på äktenskapet på sin mors begäran, delvis för att få flytta hemifrån och leva ett självständigt liv, och delvis för att slippa gifta in sig i ett utländskt kungahus. År 1903 inledde hon ett förhållande med kapten Nikolaij Kulikovsky (1881–1958), som efter att maken anställt honom som livvakt fick bo i deras hus. Förhållandet var känt, men inte erkänt. 
Olga uppträdde ofta som ersättare för sin svägerska tsaritsan Alexandra i officiella sammanhang, även om hon hade svårt för representation. Hon hade en nära relation till tsarfamiljen, och tog från 1909 ofta med sin bror tsarens döttrar ut i sällskapslivet. Hon tyckte inte om Rasputin, men kritiserade honom inte öppet.
Under första världskriget tjänstgjorde Olga som sjuksköterska för Röda korset. Hon arbetade så nära gränsen att hon utsattes för skottlossning, och belönades därför med en medalj. År 1915 fick hon tsarens tillstånd till skilsmässa. Hennes bror annullerade hennes äktenskap 1916, och hon gifte om sig med Nikolaij Kulikovsky i Kiev 16 november 1916. I äktenskapet med Kulikovsky föddes sönerna Tihon (1917–1993) och Guri (1919–1984).

### Ryska revolutionen
Det sjukhus Olga arbetade på hade omlokaliserats till Kiev, där hon befann sig vid utbrottet av ryska revolutionen 1917. Hennes mor levde också i Kiev vid denna tidpunkt. Hon och hennes make flydde tillsammans med hennes mor och Alexander Michailovitj av Ryssland från Kiev till hennes syster Xenia på slottet Ay-Todor på Krim. 
De sattes alla under husarrest när kommunisterna tog makten i området. Den lokala sovjeten hade planer på att avrätta dem. Avrättningen blev dock inte av på grund av gräl mellan den lokala och den centrala sovjeten. I mars 1918 erövrades området där de hölls fångna av tyskarna, vilket innebar att de släpptes ur fångenskapen. Vid krigsslutet 1918 upphävdes den utländska ockupationen och Krim togs över av de vita under ryska inbördeskriget. 
I april 1919 evakuerades Olgas mor och syster tillsammans med åttio andra antikommunistiska flyktingar från Krim på det brittiska fartyget HMS Marlborough.
Olga och hennes man vägrade dock själva att lämna Ryssland. De lämnade Krim, som hotades av röda armén, och evakuerade till ett av vita armén kontrollerat område i Kaukasus. De följde den förre kejserliga livvakten Timofei Yatchik till hans hemby, kosackbyn Novominskaya. Olga födde där 23 april 1919 sonen Guri Nikolaevich.
I november 1919 tvingades de fly strax framför den avancerande röda armén till Novorossiysk och därifrån, med danska konsulns hjälp, med båt till Turkiet.

### Senare liv
Olga tillbringade två veckor i en trång bostad i Istanbul innan hon kunde ta sig till Belgrad i Jugoslavien, där hon erbjöds stanna av prinsregenten Alexander. 1920 anlände familjen till hennes mor i Köpenhamn i Danmark, där de bosatte sig. De bodde sedan hos hennes mor på Amalienborg slott och Hvidøre. Olga var sysselsatt som sin mors sekreterare och sällskapsdam. Hennes mor var kylig mot Kulikovsky och ville att Olga skulle följa henne ensam offentligt. 
Olga mötte 1925 Anna Anderson i Berlin. Hon ansåg denna vara en bedragare och identifierade flera anledningar till att Andersson inte kunde vara hennes brorsdotter. 
Efter moderns död 1928 köpte paret en gård i Ballerup. Under andra världskriget blev familjen internerade av tyskarna på ett hotellrum under två månader 1940 sedan hennes söner hade tjänstgjort i danska armén. Men de drog också på sig beskyllningar för nazism-vänlighet, då de gav stöd åt de danska exilryssar som lät värva sig i tyska armén för att slåss mot Sovjetunionen. Detta ledde också till att Sovjetunionen vid krigsslutet 1945 i ett brev till den danska regeringen anklagade Olga för konspiration mot Sovjetunionen. 
De sovjetiska truppernas närvaro i Tyskland efter krigsslutet gjorde att familjen 1948 beslöt att emigrera till Kanada, där man fortsatte som farmare. Paret sålde gården 1952 och bosatte sig i Toronto. 
Olga var verksam som målare och deltog i ett flertal utställningar i främst Danmark. Hon skrev sina memoarer, som utgavs långt efter hennes död.

## Anfäder
|                   |  |  |  |  |  |  |  |                           |  |  |  |  |  |  |  |                          |  |  |  |  |  |  |  | Nikolaj I av Ryssland            |
|                   |  |  |  |  |  |  |  |                           |  |  |  |  |  |  |  |                          |  |  |  |  |  |  |  |                                  |
|                   |  |  |  |  |  |  |  |                           |  |  |  |  |  |  |  | Alexander II av Ryssland |  |  |  |  |  |  |  |                                  |
|                   |  |  |  |  |  |  |  |                           |  |  |  |  |  |  |  |                          |  |  |  |  |  |  |  |                                  |
|                   |  |  |  |  |  |  |  |                           |  |  |  |  |  |  |  |                          |  |  |  |  |  |  |  | Alexandra Feodorovna             |
|                   |  |  |  |  |  |  |  |                           |  |  |  |  |  |  |  |                          |  |  |  |  |  |  |  |                                  |
|                   |  |  |  |  |  |  |  | Alexander III av Ryssland |  |  |  |  |  |  |  |                          |  |  |  |  |  |  |  |                                  |
|                   |  |  |  |  |  |  |  |                           |  |  |  |  |  |  |  |                          |  |  |  |  |  |  |  |                                  |
|                   |  |  |  |  |  |  |  |                           |  |  |  |  |  |  |  |                          |  |  |  |  |  |  |  | Ludvig II av Hessen-Darmstadt    |
|                   |  |  |  |  |  |  |  |                           |  |  |  |  |  |  |  |                          |  |  |  |  |  |  |  |                                  |
|                   |  |  |  |  |  |  |  |                           |  |  |  |  |  |  |  | Maria Alexandrovna       |  |  |  |  |  |  |  |                                  |
|                   |  |  |  |  |  |  |  |                           |  |  |  |  |  |  |  |                          |  |  |  |  |  |  |  |                                  |
|                   |  |  |  |  |  |  |  |                           |  |  |  |  |  |  |  |                          |  |  |  |  |  |  |  | Wilhelmine av Baden              |
|                   |  |  |  |  |  |  |  |                           |  |  |  |  |  |  |  |                          |  |  |  |  |  |  |  |                                  |
| Olga Alexandrovna |  |  |  |  |  |  |  |                           |  |  |  |  |  |  |  |                          |  |  |  |  |  |  |  |                                  |
|                   |  |  |  |  |  |  |  |                           |  |  |  |  |  |  |  |                          |  |  |  |  |  |  |  | Wilhelm av Beck-Glücksburg       |
|                   |  |  |  |  |  |  |  |                           |  |  |  |  |  |  |  |                          |  |  |  |  |  |  |  |                                  |
|                   |  |  |  |  |  |  |  |                           |  |  |  |  |  |  |  | Kristian IX av Danmark   |  |  |  |  |  |  |  |                                  |
|                   |  |  |  |  |  |  |  |                           |  |  |  |  |  |  |  |                          |  |  |  |  |  |  |  |                                  |
|                   |  |  |  |  |  |  |  |                           |  |  |  |  |  |  |  |                          |  |  |  |  |  |  |  | Louise Karolina av Hessen-Kassel |
|                   |  |  |  |  |  |  |  |                           |  |  |  |  |  |  |  |                          |  |  |  |  |  |  |  |                                  |
|                   |  |  |  |  |  |  |  | Maria Fjodorovna          |  |  |  |  |  |  |  |                          |  |  |  |  |  |  |  |                                  |
|                   |  |  |  |  |  |  |  |                           |  |  |  |  |  |  |  |                          |  |  |  |  |  |  |  |                                  |
|                   |  |  |  |  |  |  |  |                           |  |  |  |  |  |  |  |                          |  |  |  |  |  |  |  | Wilhelm av Hessen-Kassel         |
|                   |  |  |  |  |  |  |  |                           |  |  |  |  |  |  |  |                          |  |  |  |  |  |  |  |                                  |
|                   |  |  |  |  |  |  |  |                           |  |  |  |  |  |  |  | Louise av Hessen-Kassel  |  |  |  |  |  |  |  |                                  |
|                   |  |  |  |  |  |  |  |                           |  |  |  |  |  |  |  |                          |  |  |  |  |  |  |  |                                  |
|                   |  |  |  |  |  |  |  |                           |  |  |  |  |  |  |  |                          |  |  |  |  |  |  |  | Louise Charlotta av Danmark      |
|                   |  |  |  |  |  |  |  |                           |  |  |  |  |  |  |  |                          |  |  |  |  |  |  |  |                                  |